# Joseph-Jacques Ramée
Pour les articles homonymes, voir Ramée.
Joseph-Jacques Ramée, (parfois dénommé Jean-Jacques Ramée) né le 26 avril 1764 au Fort de Charlemont près de Givet dans les Ardennes et mort le 18 mai 1842 au château de Beaurains-lès-Noyon près de Noyon, est un architecte, décorateur et paysagiste néoclassique français.

## Formation
Joseph-Jacques Ramée fut l'élève de l'architecte et paysagiste François-Joseph Bélanger. Paris, à cette époque était un lieu foisonnant de styles divers. Il fut tout autant intéressé par le classicisme, le baroque, le style rococo que par des styles issus d'autres cultures, y compris l'art gothique, l'art égyptien et l'architecture chinoise avec lesquels il élabora des "jardins anglo-chinois".

## La Révolution française
En 1789, alors que la Révolution française débute, il réalisa les plans d'architecte de la maison située au no 12 rue du Mail à Paris et construite par Jacques-Antoine Berthault, oncle de l'architecte Louis-Martin Berthault. Cette maison fut ensuite habitée par le banquier Récamier et son épouse Juliette.
En 1792, il a servi comme officier auxiliaire sous les ordres du général Charles François Dumouriez. Il combattit, au nom du gouvernement révolutionnaire de Paris, la coalition hostile à la Belgique et aux Pays-Bas, jusqu'à ce qu'il entra en conflit avec le club des Jacobins à Paris.

## Période allemande
De 1794 à 1796, il fut cantonné en Allemagne dans la région de Thuringe. Il met ses compétences d'architecte paysagiste pour aménager des parcs et jardins à Weimar où il fit une partie du jardin anglais, à Meiningen et à Gotha. Il s'installa ensuite à Hambourg de 1796 à 1810. Au cours de cette longue période, il aménagea les parcs de la ville de Hambourg comme architecte paysagiste. Il travailla également au Danemark.

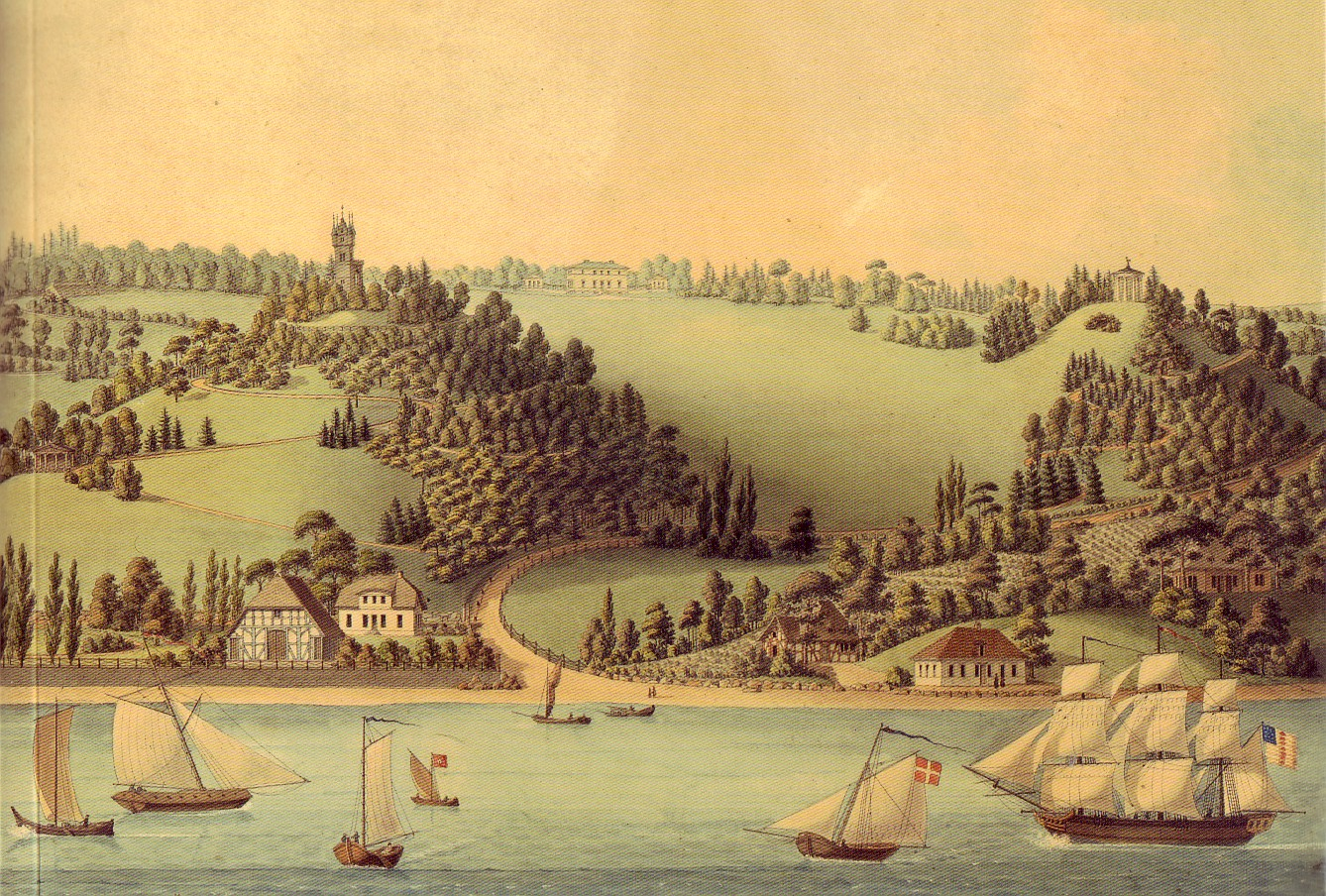
Aménagement du parc Baurs de Hambourg
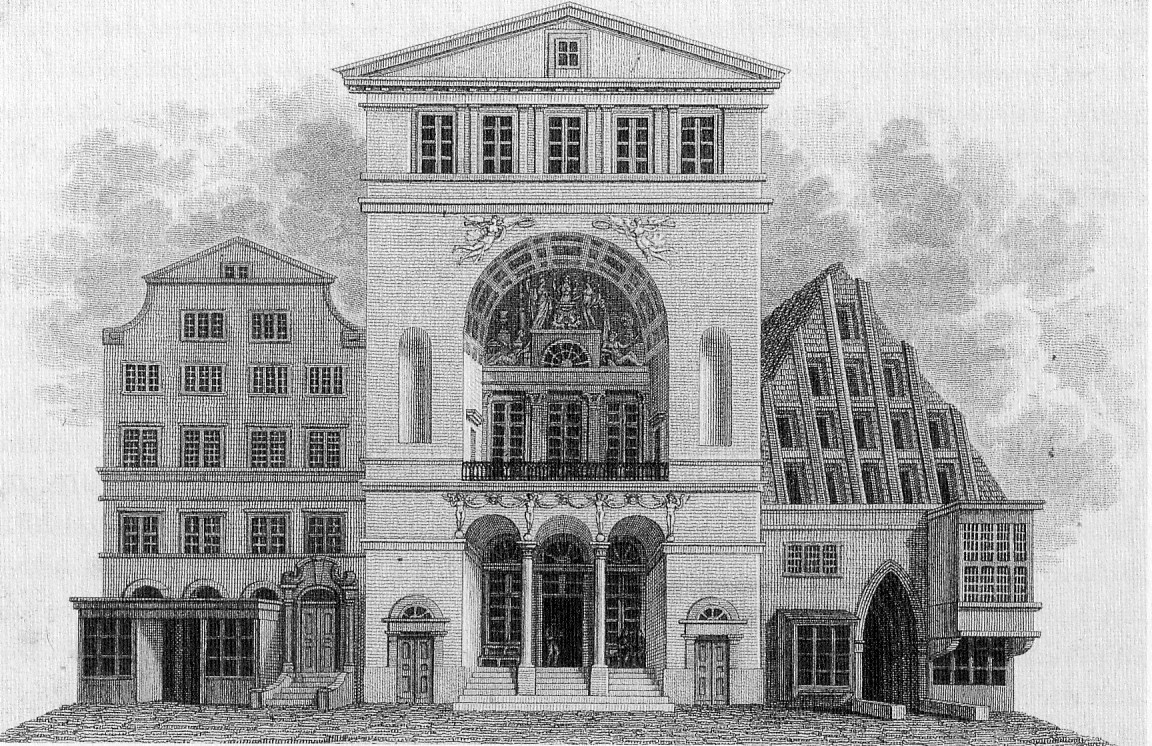
Plan de la Bourse de Hambourg
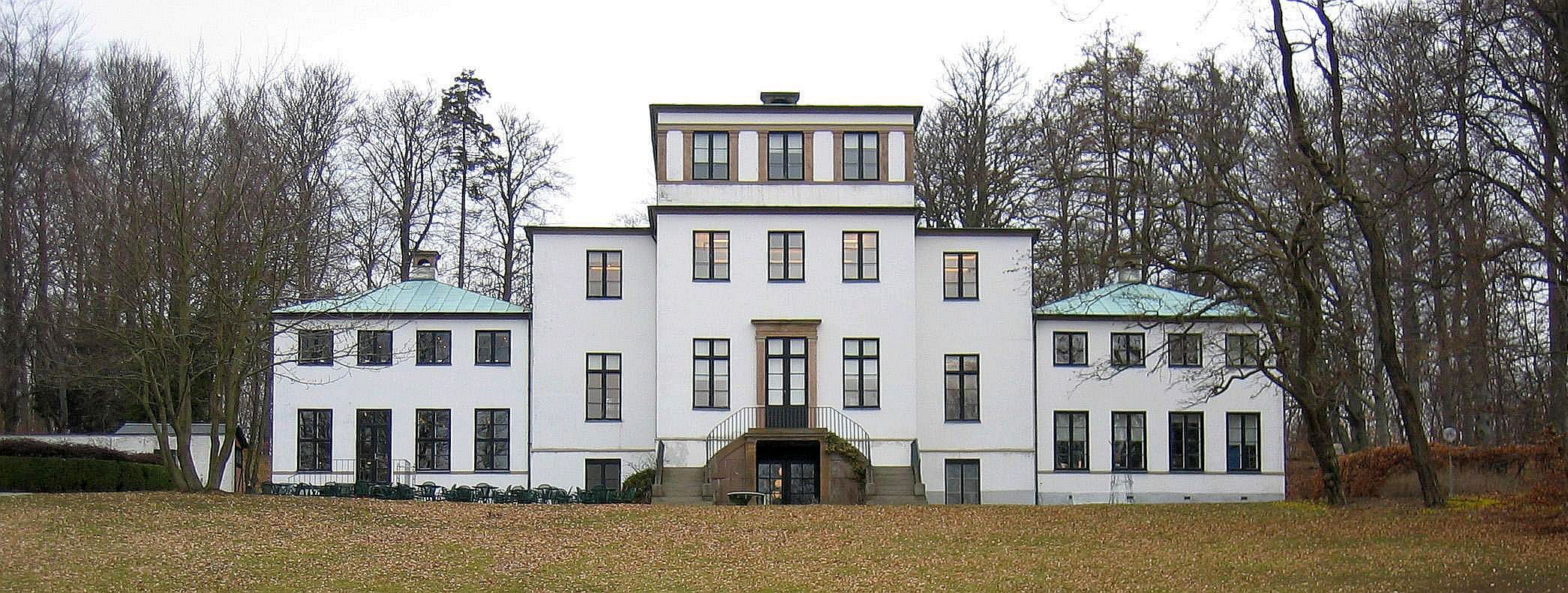
Résidence au Danemark
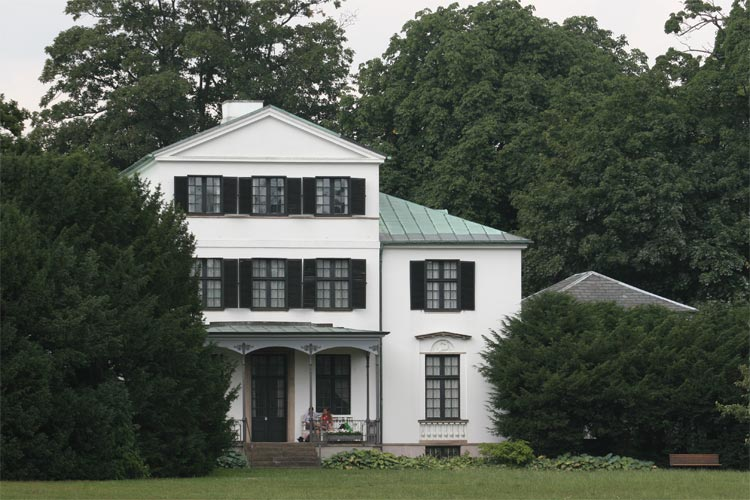
Øregaard Museum à Hellerup (Copenhague), Danemark

## Période américaine
Rentré en France en 1810, il n'y reste que deux ans, car voulant échappé  aux guerres napoléoniennes, dès 1812, il s'embarque pour les États-Unis. Il arrive en pleine Guerre anglo-américaine de 1812. On le sollicite pour renforcer l'architecture militaire des forts américains. Il travailla ensuite à Philadelphie, à Baltimore et à New York comme architecte.
En 1816, il quitte l'Amérique et débarque en Belgique où il aménage les propriétés de riches industriels.

## Retour définitif en France
En 1818, il revient à Givet et y dessine les plans du château de Massembre et de son parc. En 1823, il retrouve Paris. Il élabore les plans de deux sièges de sociétés sur l'avenue des Champs-Élysées. Il continue à aménager des parcs comme ceux de Reims.
En 1839, il achète le château de Beaurains-lès-Noyon près de Noyon, dans lequel il meurt trois ans plus tard. Son corps repose dans le cimetière de Beaurains-lès-Noyon.

## Projets et plans

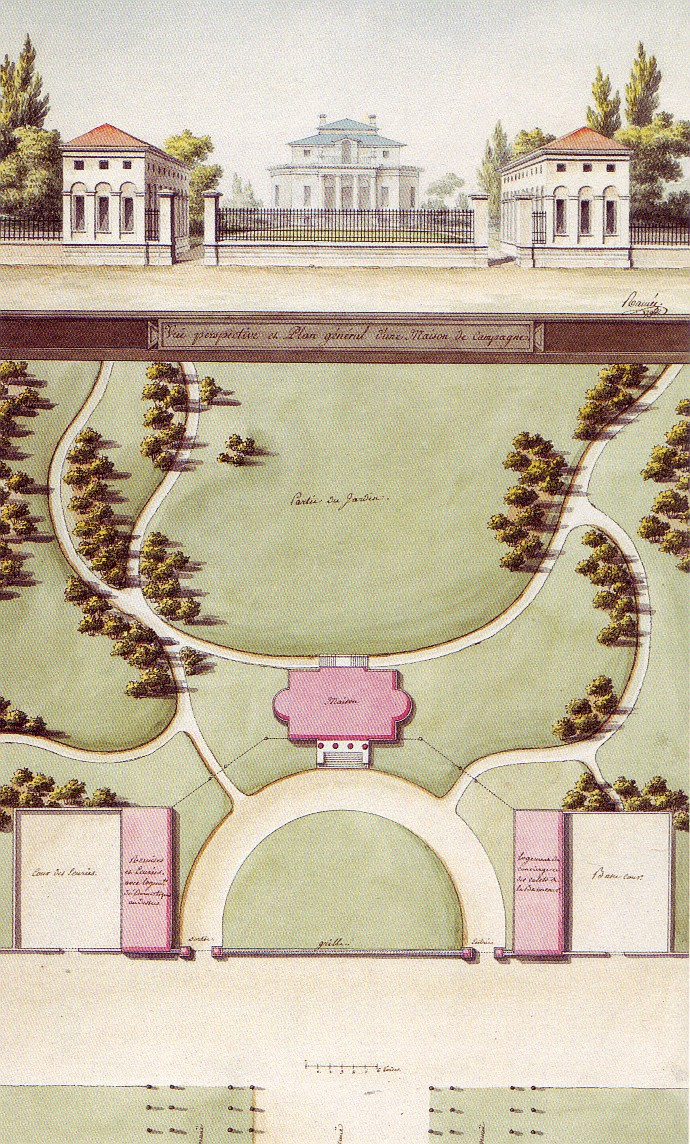
Projet de résidence, façade et plan des jardins, 1796
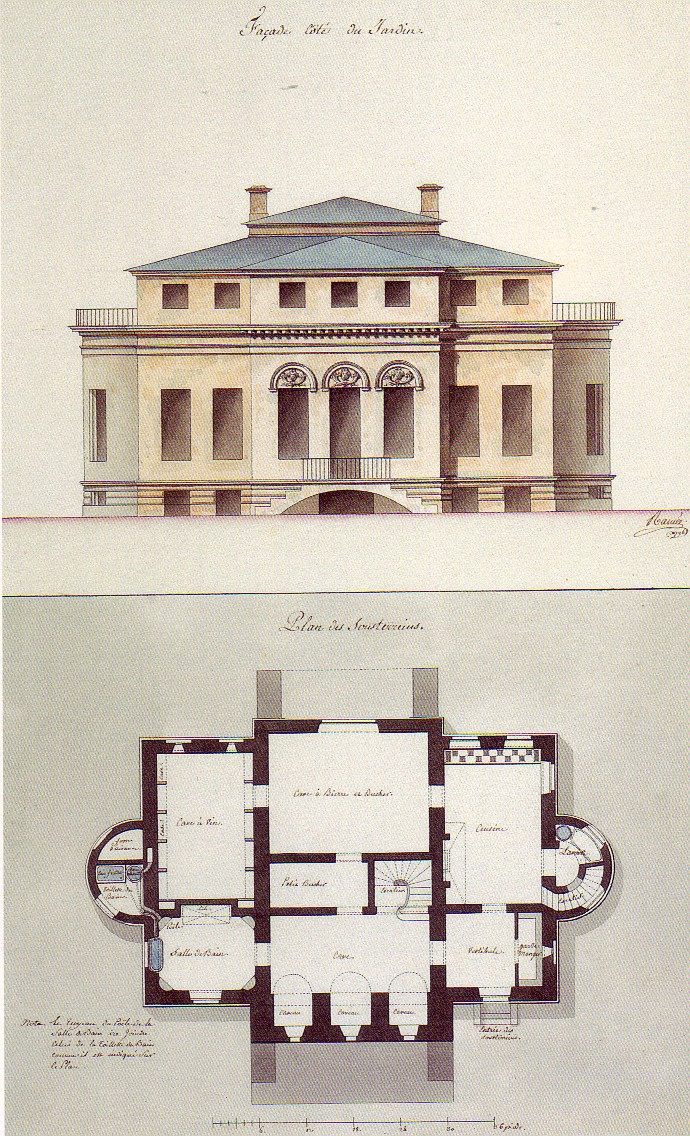
Projet de résidence, façade et plan de rez-de-chaussée, 1796
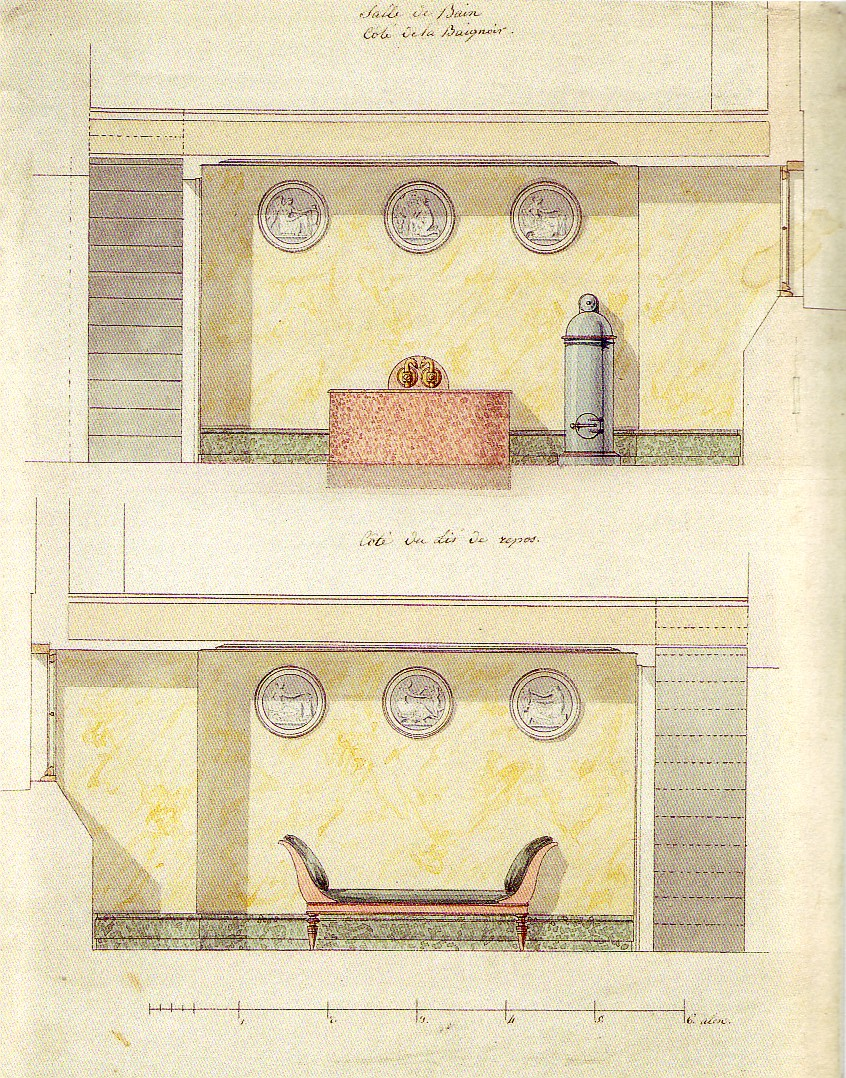
Plan de salle de bain dans la maison de la famille Brun, Copenhague
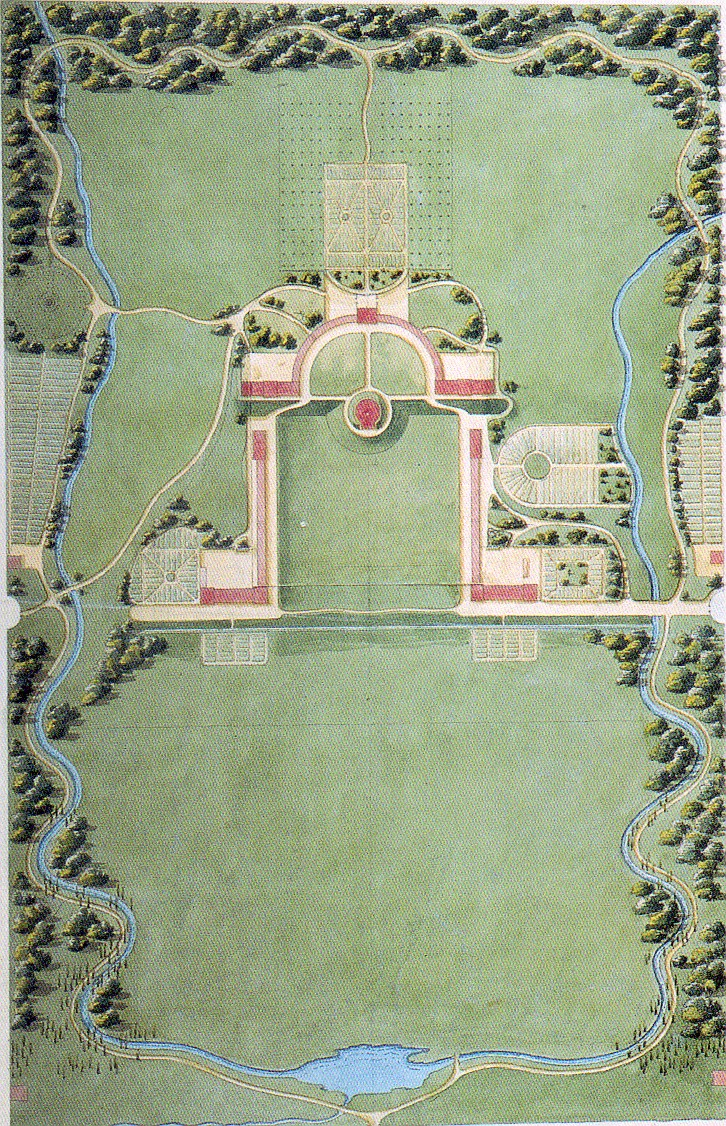
Plan de situation de l'Union College à Schenectady, États-Unis, 1813